# Aeroportul Natuashish
Aeroportul Natuashish (IATA: YNP) este un aeroport din Natuashish⁠(d), Newfoundland și Labrador, Canada.
Situat la o altitudine de 10 m, aeroportul dispune de 1 pistă. Este operat de government of Newfoundland and Labrador⁠(d).

## Infrastructură

### Piste
Aeroportul dispune de o singură pistă. Pista 12/30 are suprafața de pietriș. 